# Oddział partyzancki podpułkownika Smolina
Partyzancki oddział podpułkownika Smolina (ros. Партизанский отряд подполковника Смолина) - partyzancki oddział wojskowy podczas wojny domowej w Rosji
Oddział został sformowany 20 czerwca 1918 r. w Kurganie w rejonie Turinska na Syberii. Na jego czele stanął ppłk Innokientij S. Smolin, który od pocz. 1918 r. kierował antybolszewicką organizacją konspiracyjną. Oddział, liczący 79 ludzi (44 Rosjan i 35 Czechów), działał na głębokich tyłach wojsk bolszewickich w rejonie wsi Tugułyma i wzdłuż linii kolejowej Jekaterynburg-Tiumeń. Toczył ciężkie walki z oddziałami bolszewickimi, m.in. w boju w rejonie stacji Podjem stracił 47 ludzi, w tym 13 zabitych. Zasłużył się zniszczeniem nieprzyjacielskiego pociągu pancernego. W lipcu ppłk I. S. Smolin został awansowany do stopnia pułkownika. We wrześniu na bazie oddziału partyzanckiego został utworzony 15 Kurgański Syberyjski Pułk Strzelecki.